# Zagal (pastor)
El zagal era un pastor en los rebaños de ovejas merinas trashumantes perteneciente a la categoría más baja.
Los zagales estuvieron exentos del servicio militar −sólo uno por rebaño− por entenderse que estaban sirviendo al país en la Cañada Real −conjunto de todos los rebaños de ovejas merinas de España−.

La categoría de zagal era la más baja de la profesión pastoril. Se solía acceder al cargo después de haber superado durante tres o cuatro veranos las pruebas de motril, como aprendiz de pastor,… y eran sus obligaciones las tareas que nadie quería, las más fastidosas.
Bonifacio Álvarez Rodríguez. Memorias de un zagal. Un viaje a la Extremadura leonesa

Por otra parte, es habitual en la Región de Murcia, emplear la palabra zagal como sinónimo de chaval, niño, quillo, muchacho, y otras denominaciones similares para dirigirse a una persona joven.

## Funciones
En los viajes por las vías pecuarias arreaba al rebaño, habitualmente desde la cola, lo que implicaba sufrir todo el polvo que levantaba el ganado.
En invierno cuidaba de las borras –corderas de un año– y durante la paridera tenía que amamantar, a media noche, a los corderos.
En verano atendía, en turnos, la cabeza del rebaño −parte mayor de un rebaño cuando se divide, unas 800 ovejas−, formando parejas con el rabadán, ayudador y sobrado.
Le correspondían, además, las tareas más penosas, como acarrear el agua y la leña, hacer las sopas, hacer las "pellas" –bollos de pan para los perros–, etc.

## Salario
Su sueldo del zagal en la cabaña de Perales en 1940 era de 260 pesetas/año, frente a las 3000 pesetas del mayoral, las 730 del rabadán, las 587,50 del compañero, las 500 del ayudador, o las 422,50 del persona.
Además, como a los otros pastores, se le permitía tener en el rebaño del propietario unos animales de su propiedad, llamado escusa, sin tener que pagar por ello. La escusa del zagal eran 18 ovejas, 6 cabras y una yegua. En general la escusa era la principal fuente de ingresos del pastor, mayor que el sueldo en metálico, lo que obligaba a los pastores a esmerarse en el cuidado del rebaño.